# Deloitte Deutschland

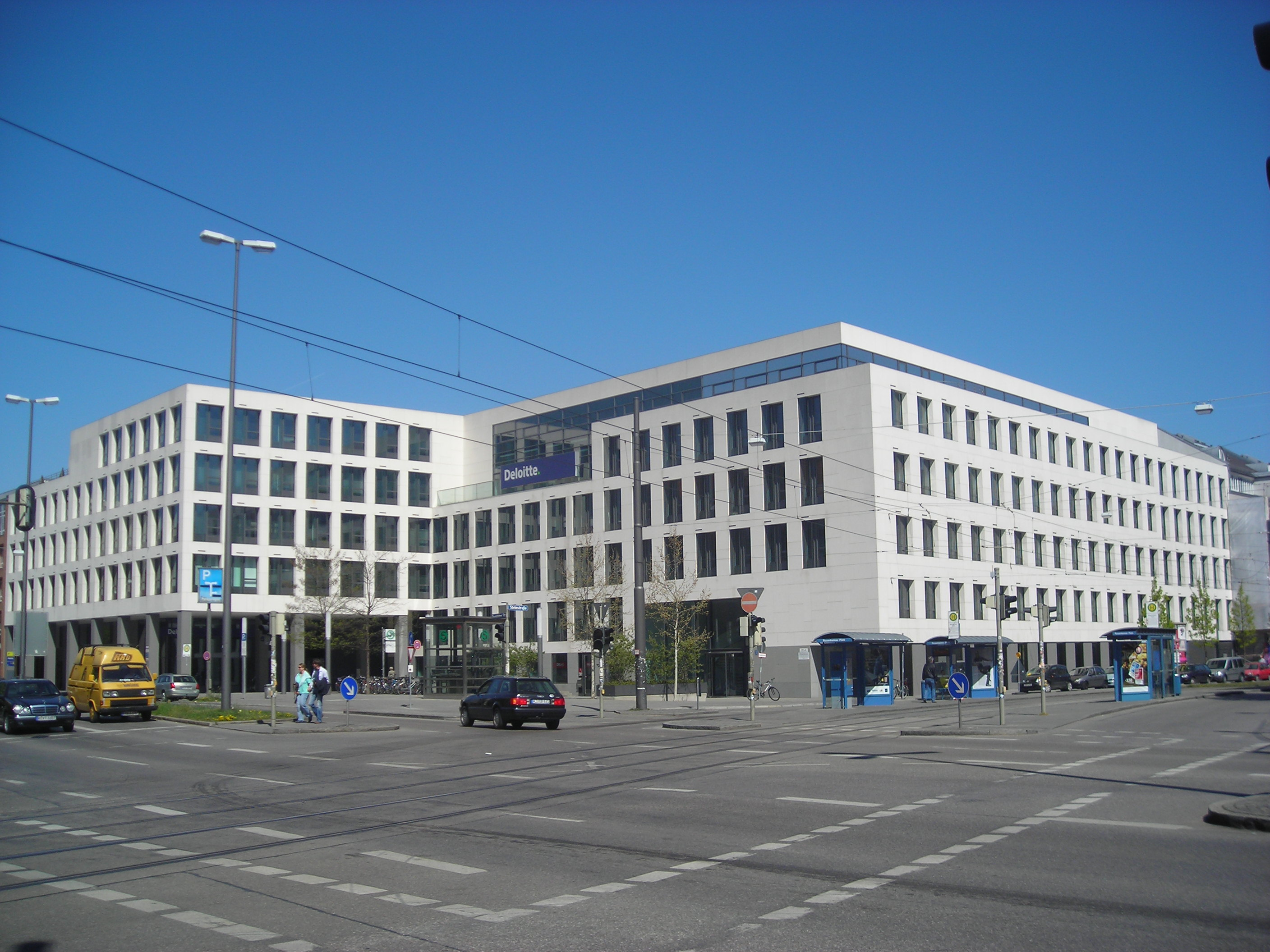
Niederlassung München am Rosenheimer Platz 4

Deloitte [diˈlɔ͜ɪt] ist ein Dienstleister in den Bereichen Wirtschaftsprüfung, Risikoberatung, Steuerberatung, Finanzberatung und Consulting für Unternehmen und Institutionen aus allen Wirtschaftszweigen. Das weltweite Netzwerk erfasst Mitgliedsgesellschaften in mehr als 150 Ländern.
Deloitte Deutschland ist Mitglied im Netzwerk Deloitte Touche Tohmatsu Limited (DTTL), bestehend aus rechtlich selbstständigen und unabhängigen Mitgliedsunternehmen, die unter dem Markennamen Deloitte agieren.

## Geschichte
Die Geschichte von Deloitte in Deutschland begann 1907 mit der Gründung der Bayerischen Revisions- und Vermögens-Verwaltungs-AG, München. 1912 erfolgte eine Umbenennung in Süddeutsche Treuhandgesellschaft AG (SüdTreu). 1928 wurde die Deutsche Baurevision AG, Berlin, und 1946 die Dr. Wollert – Dr. Elmendorff KG, Mülheim an der Ruhr (ab 1948 Düsseldorf), gegründet. 1952 folgte der Beginn der internationalen Zusammenarbeit durch einen Kooperationsvertrag mit Haskins & Sells. Der internationale Merger in den USA zwischen Deloitte sowie Haskins & Sells mündete im gleichen Jahr in der Fusion des amerikanischen Zweigs von Deloitte, Plender, Griffiths & Company zu Deloitte, Haskins & Sells. Aus diesem Unternehmen entstand durch weitere Zusammenschlüsse Deloitte & Touche. 1953 erfolgte die Gründung der Deutschen Industrie-Treuhandgesellschaft mbH (DIT), Hannover.
1980 erwarb die Dr. Wollert – Dr. Elmendorff KG die SüdTreu. Die bestehenden Unternehmen wurden 1988 mit der DIT in die Wollert-Elmendorff Deutsche Industrie-Treuhand GmbH Wirtschaftsprüfungsgesellschaft (WEDIT) zusammengeführt. 2001 kam es zur Umwandlung der Holding Dr. Wollert – Dr. Elmendorff KG in Wollert-Elmendorff GmbH und einem neuen Markenauftritt unter Deloitte & Touche. 2003 folgte eine Umfirmierung der WEDIT in Deloitte & Touche GmbH. Seit 2004 erfolgt ein einheitlicher Marktauftritt der beteiligten Unternehmen unter der Marke Deloitte.
2010 wurde die Holding Wollert-Elmendorff GmbH in Deloitte GmbH umfirmiert, welche wiederum am 6. Januar 2016 in Deloitte Deutschland GmbH umfirmiert wurde.

## Konzernstruktur
Deloitte bezieht sich auf Deloitte Touche Tohmatsu Limited („DTTL“), eine „private company limited by guarantee“ (Gesellschaft mit beschränkter Haftung nach britischem Recht), ihr Netzwerk von Mitgliedsunternehmen und ihre verbundenen Unternehmen. DTTL und jedes ihrer Mitgliedsunternehmen sind rechtlich selbstständig und unabhängig. DTTL (auch „Deloitte Global“ genannt) erbringt selbst keine Leistungen gegenüber Mandanten.
Die Deloitte GmbH bildet unter der Führung ihrer Alleingesellschafterin, der Deloitte Deutschland GmbH Wirtschaftsprüfungsgesellschaft (Deloitte Deutschland GmbH), zusammen mit ihren Tochtergesellschaften und ihrem Kooperationspartner, der Deloitte Legal Rechtsanwaltsgesellschaft mbH, die deutsche Deloitte-Gruppe („Deloitte Deutschland“). Das operative Geschäft liegt mit Ausnahme der Rechtsberatung bei der Deloitte GmbH und deren nachfolgend aufgeführten verbundenen Unternehmen: 
- Deutsche Baurevision GmbH Wirtschaftsprüfungsgesellschaft,
- SüdTreu Süddeutsche Treuhand GmbH Wirtschaftsprüfungsgesellschaft,
- Deloitte Audit Analytics GmbH,
- B&W Deloitte GmbH,
- Deloitte Corporate Finance GmbH,
- Deloitte Certification Services GmbH,
- Deloitte Consulting GmbH,
- Deloitte Consulting Solutions GmbH,
- Deloitte Consulting Global Services GmbH,
- Deloitte Digital GmbH,
- Deloitte Integrity Services GmbH,
- Deloitte IP GmbH,
- DTC Data Tax Control GmbH Steuerberatungsgesellschaft,
- GEBERA Gesellschaft für betriebswirtschaftliche Beratung mbH,
- Monitor Company GmbH,
- Deloitte Interim und CRO GmbH,
- Deloitte KI GmbH,
- Deloitte Consulting Verwaltungsgesellschaft mbH und
- Deloitte Consulting Management GmbH& Co. KG.[9]

## Übernahmen und Ausgründungen
Im Jahr 2006 übernahm Deloitte die bis dahin in Köln ansässige GEBERA-Gesellschaft für betriebswirtschaftliche Beratung mbH. Im gleichen Jahr wurde zudem die in Essen und Berlin ansässige Innova AG übernommen.
Im Jahr 2012 übernahm die Deloitte-Gruppe die Raupach & Wollert-Elmendorff Rechtsanwaltsgesellschaft, mit der bereits eine 15-jährige Kooperation bestanden hatte. Sie firmiert seitdem unter Deloitte Legal.
Seit dem Geschäftsjahr 2013/14 ist die Strategieberatung Monitor Deloitte ebenfalls Bestandteil der Deloitte-Gruppe.
Im Geschäftsjahr 2013/14 erfolgte die Gründung der Deloitte Digital GmbH. Die neue Tochtergesellschaft berät deutsche und internationale Unternehmen sowie die öffentliche Hand hinsichtlich ihrer Digitalisierungsstrategien und entwickelt gemeinsam mit Kunden neue digitale Geschäftsmodelle.

## Globale Struktur
Die DTTL-Mitgliedsunternehmen erwirtschafteten im Geschäftsjahr 2020/2021 weltweit einen Umsatz von 50,2 Milliarden US-Dollar, die Mitarbeiterzahl betrug rund 345.000.

## Gesellschaftliches Engagement
Die Deloitte-Stiftung wurde 2007 von den Gesellschaftern und Führungskräften von Deloitte gegründet, um die Aus- und Weiterbildung von Jugendlichen und jungen Erwachsenen in struktureller und programmatischer Hinsicht zu fördern. Hochschulen und Schulen werden bei der Weiterentwicklung des Bildungswesens unterstützt, darüber hinaus werden individuell begabte junge Menschen gefördert. Der Hidden Movers Award ist ein seit 2010 jährlich ausgeschriebener Preis der Deloitte-Stiftung, der sich aktuellen Bildungsthemen mit großem Handlungsbedarf in Deutschland widmet.
Die Initiative „Leader.In“ wurde gemeinsam von Deloitte, dem BDI (Bundesverband der Deutschen Industrie) und dem Handelsblatt ins Leben gerufen. Ziel des Projekts ist die Förderung weiblicher Führungskräfte in Politik und Wirtschaft sowie die Vernetzung erfolgreicher Frauen und Männer.